# Pont-Audemer (commune déléguée)
Pour les articles homonymes, voir Pont (toponyme).
Pont-Audemer est une ancienne commune française du département de l'Eure, et de la région Normandie. Elle fait partie du parc naturel régional des Boucles de la Seine Normande.
Ses habitants sont les Pont-Audemériens.
Depuis le 1er janvier 2018, c'est une commune déléguée de la commune nouvelle de Pont-Audemer.

## Géographie

### Localisation
Pont-Audemer est la principale commune du nord-ouest du département de l'Eure en région Normandie. Implantée au cœur de la vallée de la Risle, elle se situe précisément à l'intervalle entre les régions naturelles du Roumois à l'est et du Lieuvin à l'ouest.
|              | Saint-Mards-de-Blacarville, Manneville-sur-Risle | Corneville-sur-Risle, |
| Toutainville | Pont-Audemer                                     | Corneville-sur-Risle  |
|              | Saint-Germain-Village, Campigny                  |                       |

### Hydrographie
La commune est traversée par la Risle, le ruisseau de Tourville et la Véronne.
Les bras de la Risle et les canaux les reliant donnent à la ville un attrait touristique certain. C'est de ses canaux que lui vient le qualificatif touristique de « Venise normande ».

### Milieux naturels et biodiversité

#### Zone humide protégée par la convention de Ramsar
- Marais Vernier et Vallée de la Risle maritime[5].

#### Parc naturel régional
- Parc naturel régional des Boucles de la Seine Normande[6].

#### Natura 2000
- Risle, Guiel, Charentonne[7].

#### ZNIEFF de type 1
- Le marais de Pont-Audemer[8].
- Les prairies du ricque des cailloux et de la rivière des échaudés[9].
- Le bois des fiefs[10].
- Les prairies à l'est de Pont-Audemer[11]. Cette ZNIEFF, qui concerne également les communes de Corneville-sur-Risle et de Manneville-sur-Risle, se distingue par la présence d'espèces de libellules fauves et de gomphes vulgaires limitées à la Risle. Par ailleurs, les ruisseaux et les fossés abondant sur l'ensemble de la zone abritent des agrions de Mercure.
- Les cavités de la côte de la pierre[12].

#### ZNIEFF de type 2
- La basse vallée de la Risle et les vallées conséquentes de Pont-Audemer à la Seine[13].
- La vallée de la Risle de Brionne à Pont-Audemer, la forêt de Montfort[14].

## Toponymie
Le nom de la localité est attesté sous la forme latinisée  ad duos Pontes « deux ponts » en 715, Pontem Aldemari en 1025, Aldemari Ponte vers 1040, Pons Aldemari en 1135 (Orderic Vital), Ponteaudomarus en 1150 (charte de Hugues, archevêque de Rouen), Pons Aldemer vers 1190 (cartulaire de l’Isle-Dieu), Pons Audomarus en 1263 (recueil des ordonnances).
Le déterminant -Audemer permet de faire la différence avec Pont-l'Évêque et Pont-Authou.
Il s'agit d'une formation toponymique médiévale en Pont-, dont le second élément -Audemer représente l’anthroponyme de type germanique Haldemar ou Aldemarus (comprendre Aldemar, la désinence -us latinisant dans les textes rédigés en latin médiéval) qui a régulièrement abouti à Audemer en français (cf. latin alba > aube et latin mare > mer). Ce type de formation Pont + nom de personne est assez tardif, par rapport à la formule inverse Nom de personne + pont comme Radepont (Eure), Senarpont (Somme), etc. En revanche, elle est plus fréquente. La Normandie en compte plusieurs dont Pont-Bellanger (Calvados); Pontchardon (Orne); Pontaubault (Manche); Pontorson (Manche), etc.
Remarque : le nom de la commune est compris « eau de mer » par étymologie populaire, motivée par l'homophonie vraie avec l'élément aqueux et salin, c'est pourquoi la prononciation traditionnelle est Pont-Iau-de-Mé en normand.

## Histoire

### Antiquité
L'historien local Alfred Canel présentait Pont-Audemer comme une agglomération secondaire gallo-romaine.
Toutefois, cette ancienneté est aujourd'hui mise en doute. Car, si le site est certes propice à l'occupation humaine (point de franchissement sur la Risle, proximité des forêts et de prairies), les découvertes archéologiques ne sont pas suffisamment probantes pour prouver l'existence d'un pôle d'habitat à l'époque antique. Les vestiges ou les objets retrouvés sont en effet peu nombreux et peu structurés. Une voie antique traversait probablement le site et constituait le premier point de franchissement de la vallée de la Risle. Toutefois, son importance devait être faible puisque la route n'apparait pas sur les deux célèbres documents routiers antiques que sont la Table de Peutinger et l'Itinéraire d'Antonin. Il est possible que Pont-Audemer se limitât à l'époque romaine à un simple établissement routier.

### Moyen Âge
La ville est citée pour la première fois en 715 dans la Chronique des abbés de Fontenelle sous le nom de duos Pontes, c'est-à-dire « Deux Ponts » en latin, en référence aux deux localités : Pont-Audemer et Pont-l'Évêque. C'est plus tard que le qualificatif Audemer fut adjoint à l'appellatif Pont pour marquer cette différence avec Pont-l'Évêque, mais également avec Pont-Authou. Jacques Le Maho estime qu'Audemer pourrait être Audemarus, le fils du comte de Poitiers Ramnulf, mort en 890, et héros du siège de Paris de 885-887. Il aurait protégé la ville des Vikings au IXe siècle.
À l'occasion du traité de Saint-Clair-sur-Epte, le roi Charles III le Simple, cède le comté de Rouen au chef scandinave Rollon. Pont-Audemer fait certainement partie de la donation. En effet, la tradition rapporte qu'un fidèle compagnon de Rollon, Bernard le Danois, reçut Pont-Audemer mais cette attribution reste difficilement vérifiable. En tout cas, Pont-Audemer est située au cœur d'une région où la colonisation nordique fut importante, comme en témoigne l'abondance des toponymes anglo-scandinaves et le faible nombre de ceux qui sont antérieurs à la période pré-normande. Vers 995, Torf, seigneur de Pont-Audemer et de Torville, fils de Bernard le Danois, noue une alliance avec Ertemberge Bertran.
Jusqu'au XIe siècle, la localité n'était pas un centre administratif important ou le chef-lieu d'une seigneurie. Selon l'historien Sébastien Lefèvre, elle dépendait certainement du village voisin de Tourville. Pour attirer la population et augmenter leurs revenus, les descendants de Bernard le Danois y fondèrent un bourg. Dès lors, les indices d'une importance de Pont-Audemer se multiplient. Une charte évoque un marché dès 1034-1035. Orderic Vital parle d'un port maritime au milieu du XIe siècle. Du temps de Guillaume le Conquérant, le seigneur de Pont-Audemer était Onfroi de Vieilles, également seigneur de Beaumont, un partisan de Guillaume. Dans ses vieux jours, Onfroy se retira dans le monastère de Préaux qu'il avait restauré, et ses domaines furent répartis entre ses fils : Roger pour la seigneurie de Beaumont et Robert pour celle de Pont-Audemer. À la mort de ce dernier, Pont-Audemer passa aux mains de Roger. Pont-Audemer est ainsi devenu le chef-lieu d'un honneur dominé par la puissante famille de Beaumont.

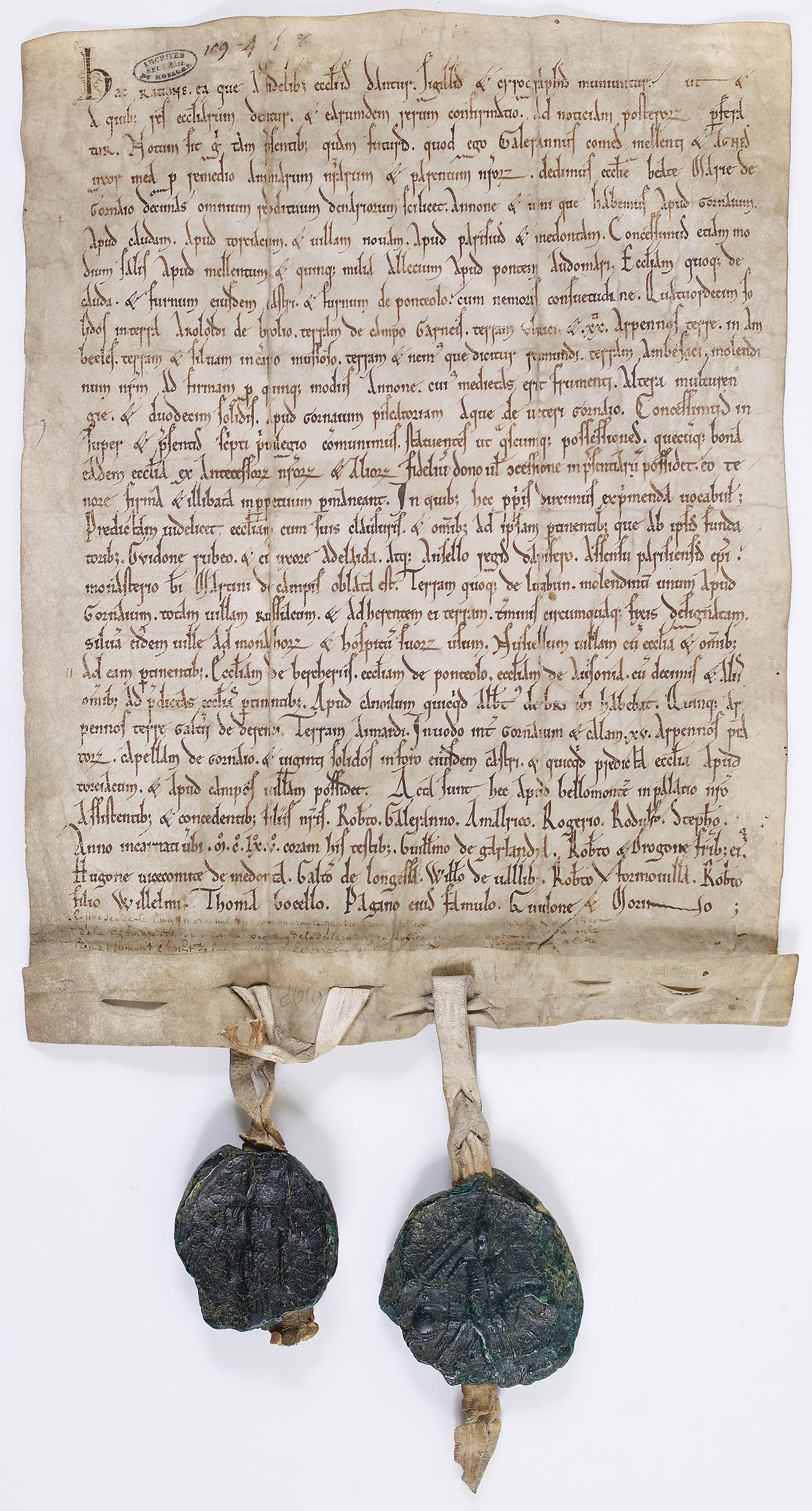
Galéran comte de Meulan donne au prieuré Notre-Dame de Gournay un muid de sel à prendre à Meulan et cinq mille harengs à prendre à Pont-Audemer. Beaumont, 1165. Archives nationales de France.

Une foire se déroulait dans le bourg au moins depuis les années 1118-1120. En 1120, c'est Galéran IV de Meulan (1104-1166) qui hérite de la ville à la suite de son père Robert Ier. Un château est mentionné en 1123. Situé sur la rive droite de la Risle, sur le mont Carmel, il est aujourd'hui presque entièrement détruit. La place forte, possession de Galéran IV, qui était l'un des principaux points de franchissement de la vallée de la Risle et assiégé par le duc-roi Henri Ier à partir de la fin octobre 1123 à la suite de la révolte de nobles normands à la Croix-Saint-Leufroy. Le siège du château, dans lequel se sont retranchés des chevaliers normands et français, dont Louis de Senlis, futur bouteiller de France, et Raoul Fils Durand commandant de la place-forte, dure, selon Orderic Vital, six semaines à l’issue desquelles Henri Ier prend la forteresse. Louis et Raoul avec leurs compagnons se rendent, ont la vie sauve et certains d'entre eux gagnent Beaumont où se trouve le comte de Meulan, Galéran IV, l'un des révoltés, et quelque 200 chevaliers français. Comme lors de la prise de Montfort, Henri Ier avait au préalable brûlé la ville de Pont-Audemer.
Au XIIe siècle, Pont-Audemer poursuit sa croissance et présente des caractères de type urbain. Elle est le siège d'une vicomté, circonscription fondamentale de l'administration locale en Normandie. Quatre paroisses la composaient (Saint-Ouen, Saint-Aignan, Saint-Germain et Notre-Dame). Un système d'enceintes semblait protéger le bourg entre les deux bras de la Risle et le quartier Saint-Aignan. Le dynamisme économique est indéniable. De nombreux artisans s’installent, créant notamment des ateliers de tannerie. Pont-Audemer abrite l'une des plus importantes communautés juives en Normandie aux XIIe et XIIIe siècles.
La ville est prise par Philippe Auguste en juin 1204 et se voit accorder une charte communale. Le roi y installe le siège d’un bailliage tout spécialement pour un de ses hommes de main, Lambert Cadoc, chef d’une bande de routiers, qui s’était mis au service du roi de France lors de l’annexion du duché de Normandie. Ce dernier pressure la ville et ses habitants, multipliant taxes et détournements. Les Pont-Audemériens vont se plaindre au roi qui relève Cadoc de ses fonctions et supprime, vers 1219-1220, le bailliage qui sera par la suite rattaché à celui de Rouen. En 1262, le lendemain de la décollation de saint Jean, s'y tient un concile provinciale de Normandie.
En 1354, à la suite du traité de Mantes, la ville est cédée par le roi Jean II le Bon à son gendre le roi Charles II de Navarre, avec de nombreuses autres terres normandes. En 1358, le bâtard de Mareuil avec plusieurs hommes d'armes dont Jacques de Pipes, Friquet de Friquant et messire de Foudriguais, s'empare de la ville.
En 1378, la ville est assiégée par l'amiral Jean de Vienne avec l'appui de canons venus de Paris. La cité défendue par Martin-Sans-Dureté se rendit le 13 juin 1378 à Du Guesclin.
La guerre de Cent Ans cause de grands ravages à la ville. Vers la fin de la guerre, à la faveur d'un coup de main anglais, en 1449, sur Fougères, Charles VII rompt une trêve établie depuis 1446. Dunois, parti d'Évreux le 8 août 1449, prend d'assaut Pont-Audemer le 12 après quatre jours, faisant prisonnier 420 Anglais. Le château et les remparts de la ville, qui s’étaient apparemment trop facilement donnés aux Anglais, sont rasés. La guerre s'achève quelques semaines plus tard avec la bataille de Formigny.
Aussi, la ville avait-elle besoin d'un nombre considérable de réparations. Par lettres patentes, le roi Louis XI soutint en septembre 1481 les dépenses pour les réparations des chaussées, des chemins et du pavage de la ville.

### Temps modernes

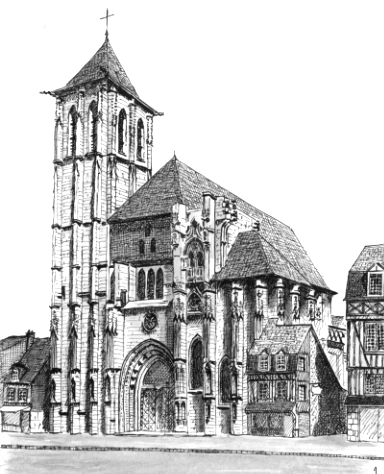
Église Saint-Ouen.

Après la fin de la guerre, on reconstruisit la ville. Ainsi on décide de reconstruire l'église romane Saint-Ouen, endommagée, devenue trop petite et dépassée dans cette période où le gothique resplendit. Un nouvel édifice plus vaste est bâti sous la direction de Michel Gohier. Au XVIe siècle, poursuite de l'élévation de la nef avec le triforium, l'amorce des fenêtres hautes et le voûtement des cinq premières travées des bas-côtés, par Guillaume Morin et Thomas Théroulde. Mais les guerres de Religion interrompent malheureusement le chantier de ce magnifique édifice : on a besoin d’argent pour se protéger des protestants qui menacent : armement, reconstruction des remparts… En vain ! La ville tombe aux mains des huguenots. Le chantier ne reprendra jamais, laissant l’église actuelle, unique, avec son chœur, son transept roman et sa nef, ses bas-côtés et son clocher gothique.
Les guerres de Religion terminées, la ville se relève et l’économie y devient très florissante. Son cœur s’installe définitivement sur la rive gauche de la Risle, sur la paroisse Saint-Ouen, le quartier Saint-Aignan, rive droite, n’est plus qu’une paroisse résidentielle de moindre importance.
La Risle qui marque la limite entre l'archidiocèse de Rouen et le diocèse de Lisieux, met la ville à cheval sur deux diocèses : la paroisse Saint-Aignan dépendant de l'archevêché de Rouen, dédiée à la Vierge ; Saint-Ouen, Notre-Dame-du-Prey et Saint-Germain dépendant de l'évêché de Lisieux, dédiée à saint Pierre. Une certaine rivalité existait entre paroisses, notamment entre Saint-Aignan, qui avait le privilège de faire gras, et celle de Saint-Ouen qui ne jouissait pas de la faculté de manger de la viande, les jours de samedi compris entre Noël et la Purification.
« La rive gauche de la Risle se sentait vivement tentée de tomber en péché mortel, quand le vent du nord-est lui apportait la fumée du rôt orthodoxe, apprêté pour la rive droite. Pourtant, héroïquement soumise aux prescriptions de l'église, elle tenait ferme contre les suggestions du palais et de l'estomac. Mais sa perspicacité parvint à mettre d'accord ses désirs et sa conscience : les pois, cette ressource modeste, mais précieuse les jours maigres ». Par provocation, les paroissiens de Saint-Aignan se faisaient un plaisir de faire griller des andouilles qui embaumaient toute la ville, pour narguer les paroissiens de la rive gauche qui ne mangeaient, eux, que ces pois.
De plus, une année, lors de la procession de la saint Sébastien (qui avait protégé la ville de la peste), il arriva que les curés des trois paroisses secondaires se mirent en tête de disputer au curé de Saint-Ouen, paroisse principale, le privilège de porter, sur leur domaine respectif, la statue protectrice. Donc, au moment où la procession traversait le pont de Rouen et arrivait à Saint-Aignan, elle trouva le clergé de Saint-Aignan en ordre de bataille sur sa frontière : la possession de saint Sébastien est vivement disputée ; après les paroles on en vient aux mains, et, dans le tumulte, la statue est précipitée dans la Risle. Grand scandale, et qui fut de longue durée ! Car il y eut procès dont le résultat fut le maintien du curé de Saint-Ouen dans sa prérogative, et, de plus, une chanson fut composée pour perpétuer le souvenir de l'évènement.
Voici le couplet qui rapporte le commencement de la contestation entre le vicaire de Saint-Ouen et le curé de Saint-Aignan : 
« L'gros Vitrel su Mangeux d'pois,
Lui dit tu ne l'auras pas
J'le mettrais plutôt dans ma pouquette.
Turlurette... etc. »
Encore aujourd'hui, cette anecdote reste connue comme la provocation des « maqueux d’andouilles envers les maqueux eud’ pois ».
Malgré cet antagonisme, l’économie florissante permit l’édification de belles habitations à pans de bois autour de petites cours intérieures. À ce type d’architecture, s’ajoute, au XVIIe siècle, des constructions en briques avec appareillage de pierre blanche ou avec rez-de-chaussée en pierre et étages en colombage.
Au XVIIIe siècle, débute l’industrialisation de la ville. Une importante communauté anglaise s'installe et amène de nouvelles techniques dans différents domaines (tanneries, papeterie).

### Révolution française et Empire
En 1789, la ville ne fait pas partie des plus révolutionnaires, les habitants allant même jusqu'à protéger des aristocrates, comme la marquise de Saint-Pierre dans son hôtel particulier rue aux Juifs, ou les clercs et religieux de la cité. La ville devient chef-lieu de district puis d'arrondissement du nouveau département de l’Eure, ce à quoi correspond le diocèse d’Évreux auquel sont rattachées toutes les paroisses de la ville.

### Époque contemporaine

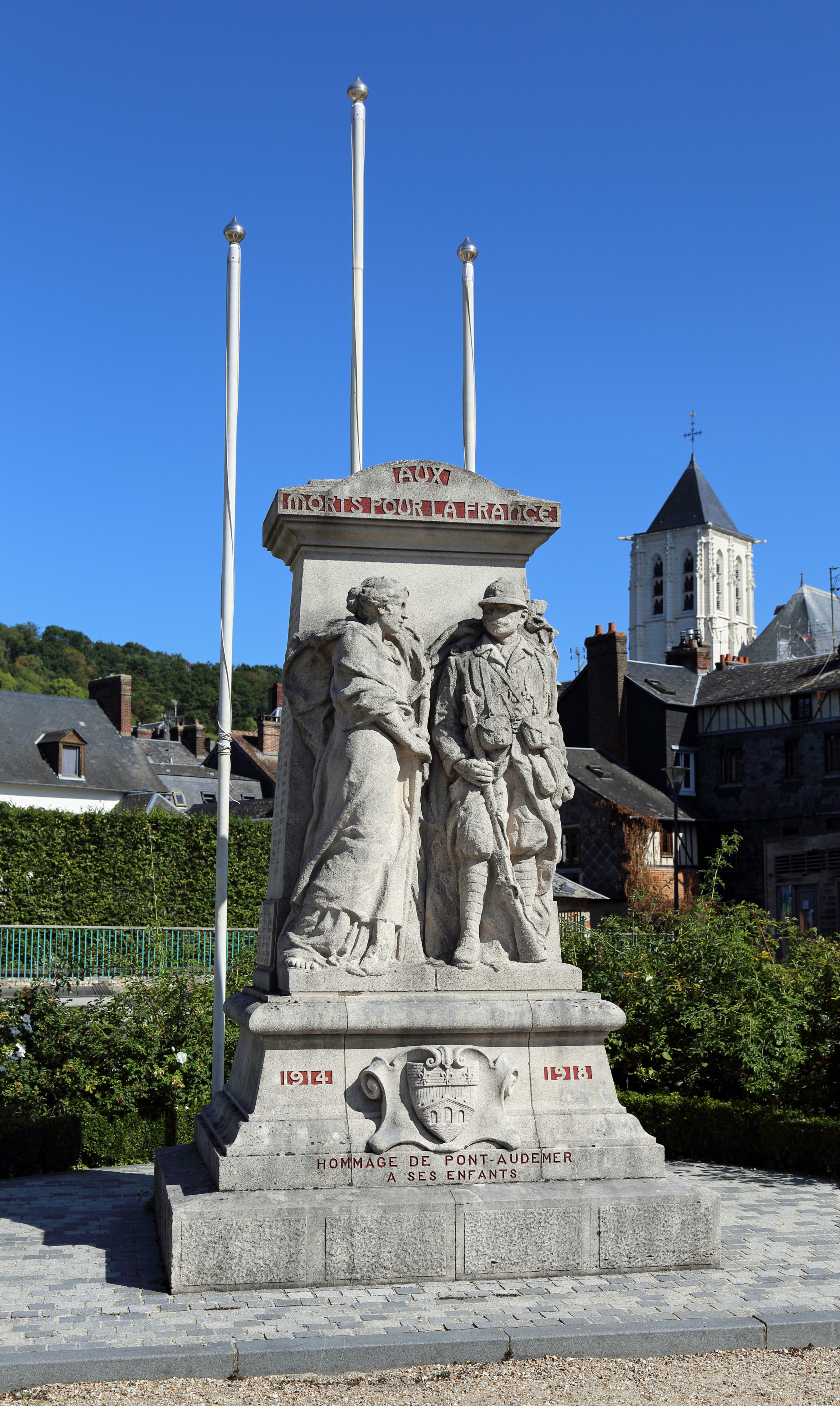
Monument aux morts, Place Louis Gillain.

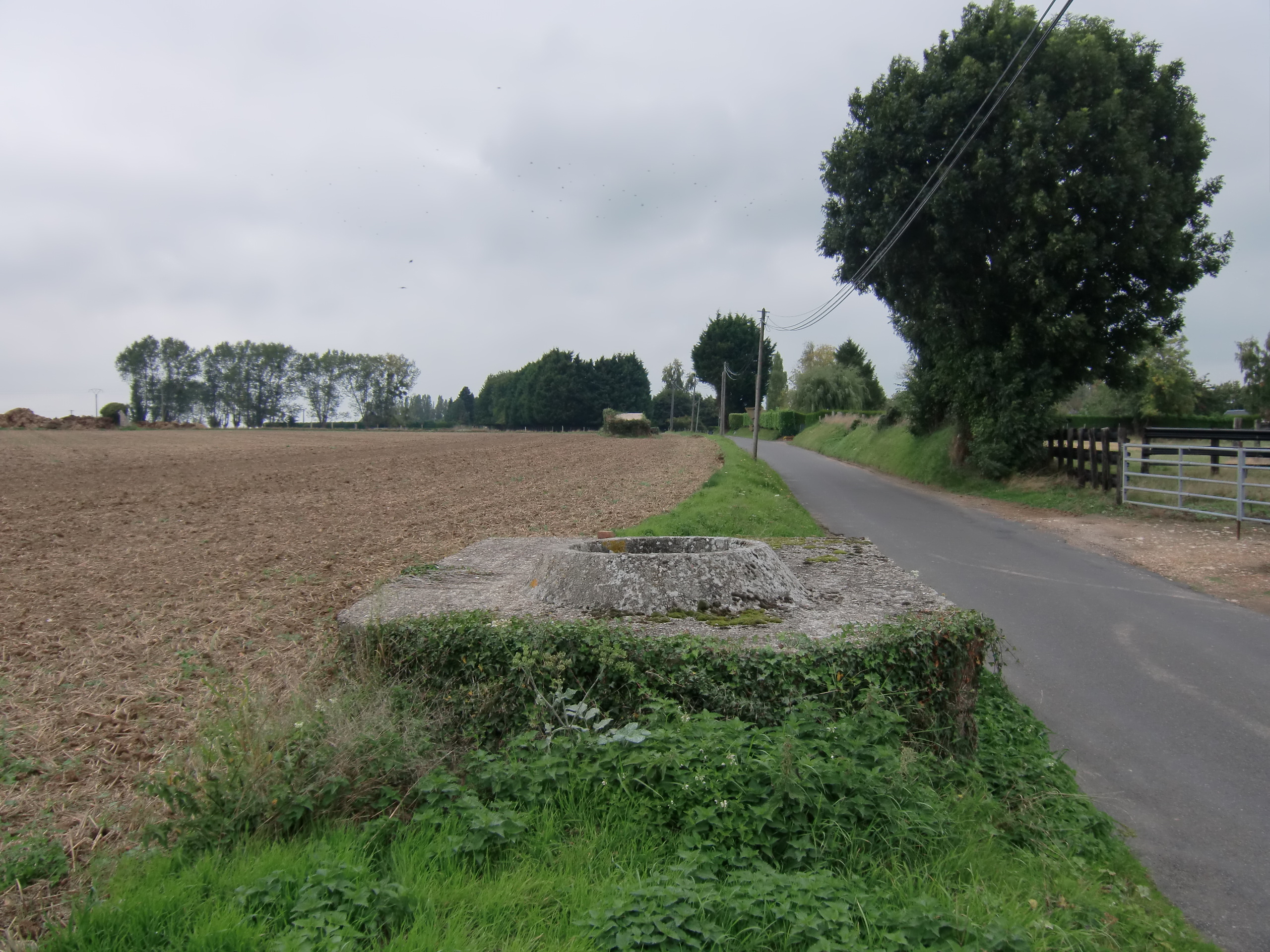
Vestige de fortification allemande sur le plateau de Triqueville : un tobrouk.

Au XIXe siècle, l’industrialisation se poursuit. Sa position sur la Risle permet un important essor d'industries, en particulier celles du cuir et du papier, grandes consommatrices d'eau, et de fonderie.
Durant la Première Guerre mondiale, la ville fournit de grandes quantités de cuir aux armées. Un témoin historique de la Grande Guerre se trouvant au musée des Invalides le prouve : il a une capote en cuir pont-audemérien, c’est l'un des derniers taxis de la Marne existant.
À la suite du décret Poincaré du 10 septembre 1926, l'arrondissement de Pont-Audemer est supprimé et rattaché à celui de Bernay. La sous-préfecture, rue Sadi-Carnot, ferme. Elle sera mise en vente et deviendra l'Institution Saint-Ouen, collège catholique fondé en 1932 sous l'impulsion de l'évêque d’Évreux, en remplacement du petit séminaire de Pont-Audemer (actuel hôpital) fermé et confisqué en 1905, afin de proposer aux familles chrétiennes de la région une école chrétienne pour leurs enfants.
Après l'invasion allemande de 1940, la ville devient un centre administratif pour les occupants : un aérodrome est implanté sur le plateau de Triqueville et la Kommandantur s'installe au château de Tourville. La ville subit plusieurs bombardements, dont le plus important faillit raser la majorité de la ville. Le drame fut évité grâce au mauvais temps : le brouillard empêchant les aviateurs de bombarder en formations, ceux-ci bombardèrent alors à l'aveuglette et les bombes tombèrent sur le quartier ouest de la ville (port, rue Notre-Dame-du-Pré, place Louis-Gillain), préservant le centre historique. Pont-Audemer fut libérée le 26 août 1944 (jour de la saint Ouen, fête patronale de la ville) par les soldats belges et néerlandais de la Brigade Libération,. La reconstruction est supervisée par l'architecte Maurice Novarina.
Durant les Trente Glorieuses, la ville profite de l'essor économique. La crise qui suivit ne toucha que faiblement la ville, qui a su appeler des investisseurs et des groupes étrangers d’industrie de pointe pour venir s’installer (Schlumberger). En 1962, la commune de Saint-Paul-sur-Risle est rattachée à Pont-Audemer.
Au début du XXIe siècle, Pont-Audemer est dans une période assez difficile. Après la fonderie, une grande usine de la ville (tanneries Costil) a fermé, la cartonnerie de Pont-Audemer a également fermé ses portes en juin 2005. La cité se transforme, développant le tourisme, restaurant son habitat et ses infrastructures. Le défi principal pour la Venise Normande est de convertir son économie afin de garder son dynamisme et sa vitalité, pour éviter ainsi de devenir une ville uniquement résidentielle.
En octobre 2017, la fusion de Saint-Germain-Village avec Pont-Audemer est votée par décision majoritaire des deux conseils municipaux.

## Politique et administration
En 2011, la commune de Pont-Audemer a été récompensée par le label « Ville Internet @@@@@ ».

### Liste des maires
| Période                                  | Période          | Identité                      | Étiquette   | Qualité |
| ---------------------------------------- | ---------------- | ----------------------------- | ----------- | --- |
| Les données manquantes sont à compléter. |                  |                               |             | |
| 1833                                     |                  | Alexandre Romain Crochon      |             | Avocat |
| 1836                                     |                  | Charles Boursy                |             | |
| 1849                                     | 1850             | Dumont                        |             | |
| Les données manquantes sont à compléter. |                  |                               |             | |
| 1860                                     | 1869             | Nicolas Lereffait             |             | |
| 1875                                     |                  | Couillard                     |             | |
| 1878                                     | 1879             | Alfred Canel                  |             | Avocat |
| 1879                                     | 1892             | Amand Montier                 |             | Avocat |
| 1892                                     | 1894             | Deschamps                     |             | |
| 1899                                     |                  | Armand Louis Augustin Gentils |             | |
| 1900                                     | 1905             | Amand Montier                 |             | Avocat |
| 1907                                     | 1912             | Porée                         |             | Avocat |
| Les données manquantes sont à compléter. |                  |                               |             | |
| 1914                                     | 1919             | Charles Loriot                | Républicain | Agriculteur |
| 1921                                     | 1937             | Léon Harou                    |             | Médecin |
| 19XX                                     | 19XX             | André Delarue                 |             | |
| avant 1972                               | mars 1983        | Jean Beauvais                 | RI          | Pharmacien Président du SIVOM Risle-Seine |
| mars 1983                                | 1985 (démission) | Jean-Pierre Mottin            | UDF-PR      | Préparateur en pharmacie Conseiller général de Pont-Audemer (1982 → 1994) |
| 1985                                     | mars 1989        | Gérard Lepenant               | RPR         | Boulanger-pâtissier, ancien premier adjoint |
| mars 1989                                | juin 1995        | Jean-Pierre Mottin            | UDF-PR      | Préparateur en pharmacie Conseiller général de Pont-Audemer (1982 → 1994) |
| juin 1995                                | mars 2001        | Jean-Louis Destans            | PS          | Professeur de gestion, conseiller diplomatique Conseiller régional de Haute-Normandie (1994 → 2001) Conseiller général de Pont-Audemer (1994 → 2015) Président de la CC de Pont-Audemer (1996 → 2013) |
| mars 2001                                | mars 2008        | Gaston Lecureur               | PS          | |
| mars 2008                                | 31 décembre 2017 | Michel Leroux                 | PS          | Retraité de la fonction publique Président de la CC de Pont-Audemer |

## Population et société

### Démographie

#### Évolution démographique
L'évolution du nombre d'habitants est connue à travers les recensements de la population effectués dans la commune depuis 1793. Pour les communes de moins de 10 000 habitants, une enquête de recensement portant sur toute la population est réalisée tous les cinq ans, les populations de référence des années intermédiaires étant quant à elles estimées par interpolation ou extrapolation. Pour la commune, le premier recensement exhaustif entrant dans le cadre du nouveau dispositif a été réalisé en 2008.

En 2015, la commune comptait 8 998 habitants, en évolution de +4,64 % par rapport à 2009 (Eure : −0,25 %, France hors Mayotte : +2,11 %).
| 1793  | 1800  | 1806  | 1821  | 1831  | 1836  | 1841  | 1846  | 1851  |
| ----- | ----- | ----- | ----- | ----- | ----- | ----- | ----- | ----- |
| 4 599 | 5 207 | 5 386 | 5 426 | 5 305 | 5 358 | 5 497 | 5 733 | 6 310 |

| 1856  | 1861  | 1866  | 1872  | 1876  | 1881  | 1886  | 1891  | 1896  |
| ----- | ----- | ----- | ----- | ----- | ----- | ----- | ----- | ----- |
| 6 106 | 6 136 | 6 182 | 6 124 | 5 942 | 6 168 | 6 163 | 6 084 | 6 012 |

| 1901  | 1906  | 1911  | 1921  | 1926  | 1931  | 1936  | 1946  | 1954  |
| ----- | ----- | ----- | ----- | ----- | ----- | ----- | ----- | ----- |
| 5 908 | 6 111 | 6 123 | 5 946 | 5 953 | 5 860 | 6 279 | 6 119 | 6 724 |

| 1962  | 1968  | 1975  | 1982  | 1990  | 1999  | 2006  | 2008  | 2013  |
| ----- | ----- | ----- | ----- | ----- | ----- | ----- | ----- | ----- |
| 8 206 | 8 969 | 9 586 | 9 750 | 8 975 | 8 981 | 8 761 | 8 675 | 9 079 |

| 2015  | - | - | - | - | - | - | - | - |
| ----- | - | - | - | - | - | - | - | - |
| 8 998 | - | - | - | - | - | - | - | - |

#### Pyramide des âges
La population de la commune est relativement âgée. Le taux de personnes d'un âge supérieur à 60 ans (25,2 %) est en effet supérieur au taux national (21,6 %) et au taux départemental (19,8 %).
À l'instar des répartitions nationale et départementale, la population féminine de la commune est supérieure à la population masculine. Le taux (54,8 %) est supérieur de plus de deux points au taux national (51,6 %).
La répartition de la population de la commune par tranches d'âge est, en 2007, la suivante :
- 45,2 % d'hommes (0 à 14 ans = 19,5 %, 15 à 29 ans = 23,2 %, 30 à 44 ans = 20,4 %, 45 à 59 ans = 17,1 %, plus de 60 ans = 19,7 %) ;
- 54,8 % de femmes (0 à 14 ans = 14,9 %, 15 à 29 ans = 19,4 %, 30 à 44 ans = 18,5 %, 45 à 59 ans = 17,5 %, plus de 60 ans = 29,7 %).

| Hommes | Classe d’âge | Femmes |
| ------ | ------------ | ------ |
| 0,5    | 90 ans ou +  | 2,0    |
| 7,1    | 75 à 89 ans  | 13,7   |
| 12,1   | 60 à 74 ans  | 14,0   |
| 17,1   | 45 à 59 ans  | 17,5   |
| 20,4   | 30 à 44 ans  | 18,5   |
| 23,2   | 15 à 29 ans  | 19,4   |
| 19,5   | 0 à 14 ans   | 14,9   |

| Hommes | Classe d’âge | Femmes |
| ------ | ------------ | ------ |
| 0,3    | 90 ans ou +  | 1,0    |
| 5,2    | 75 à 89 ans  | 8,1    |
| 12,1   | 60 à 74 ans  | 12,8   |
| 21,5   | 45 à 59 ans  | 20,7   |
| 21,5   | 30 à 44 ans  | 20,9   |
| 18,4   | 15 à 29 ans  | 17,1   |
| 21,1   | 0 à 14 ans   | 19,5   |

### Médias
Le groupe de presse Publihebdos appartenant à SIPA Ouest-France édite à Pont-Audemer un hebdomadaire, L'Éveil de Pont-Audemer, diffusé dans la ville et dans les communes avoisinantes. En 2005, la diffusion totale du journal était de 10 130 exemplaires par semaine, selon l'OJD.
Le journal quotidien régional Paris-Normandie est également présent. Il est diffusé dans la ville. Dans l'édition Eure Ouest, deux pages sont consacrées à l'actualité de la commune et des alentours. Depuis plusieurs années, la rédaction de Pont-Audemer est rattachée à celle de Bernay donc il n'y a plus de local physique mais un(e) journaliste est présent(e).

## Économie
La ville possède une antenne de la chambre de commerce et d'industrie de l'Eure.
En 2006, la commune comptait quatre entreprises de plus de cent salariés.
Usine de confection de papiers (Ahlstrom).

### Tourisme
- L'office de tourisme, 2, place du Général-de-Gaulle, est classé 2 étoiles[réf. nécessaire].
- Pont-Audemer fait partie des plus beaux détours de France.
- 4 fleurs, Grand Prix : Pont-Audemer a obtenu cette distinction au concours des villes et villages fleuris.
- Les restaurants La Cressonnière dans le village des Préaux et Le Petit Coq aux Champs à Campigny font partie du « passeport gourmand ».
- L'hôtel Belle-Isle-sur-Risle, vieux manoir appartenant à la famille André, maître de l'usine de textile voisine en 1856, converti aujourd'hui en hôtel restaurant de charme.

## Culture locale et patrimoine

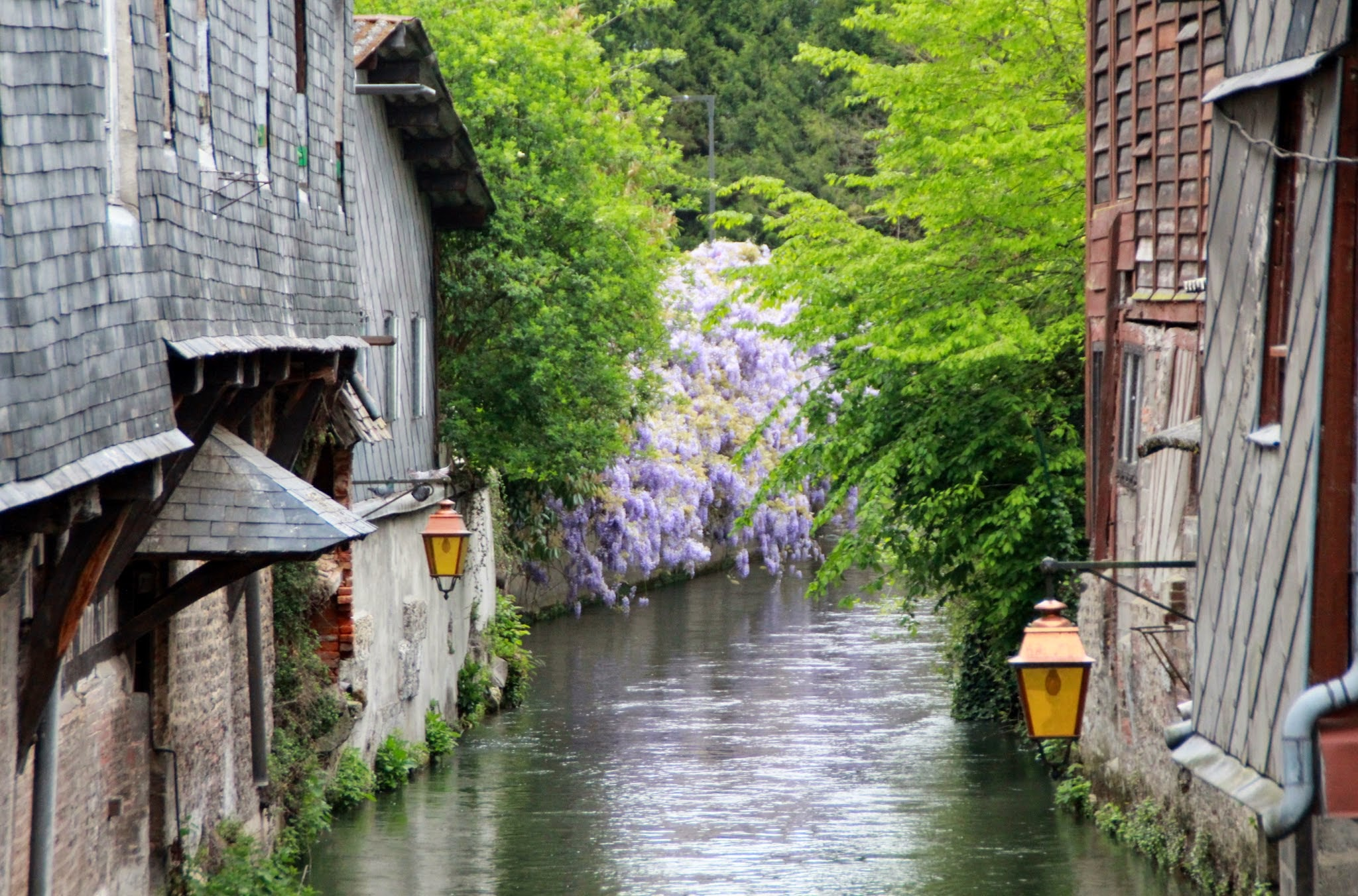
Canaux de Pont-Audemer.

Relativement épargnée lors des combats de la Seconde Guerre mondiale, elle a conservé un bel ensemble de maisons à pans de bois.
La commune est classée « quatre fleurs » au concours des villes et villages fleuris.
Elle est adhérente de l'association Les Plus Beaux Détours de France.

### Lieux et monuments

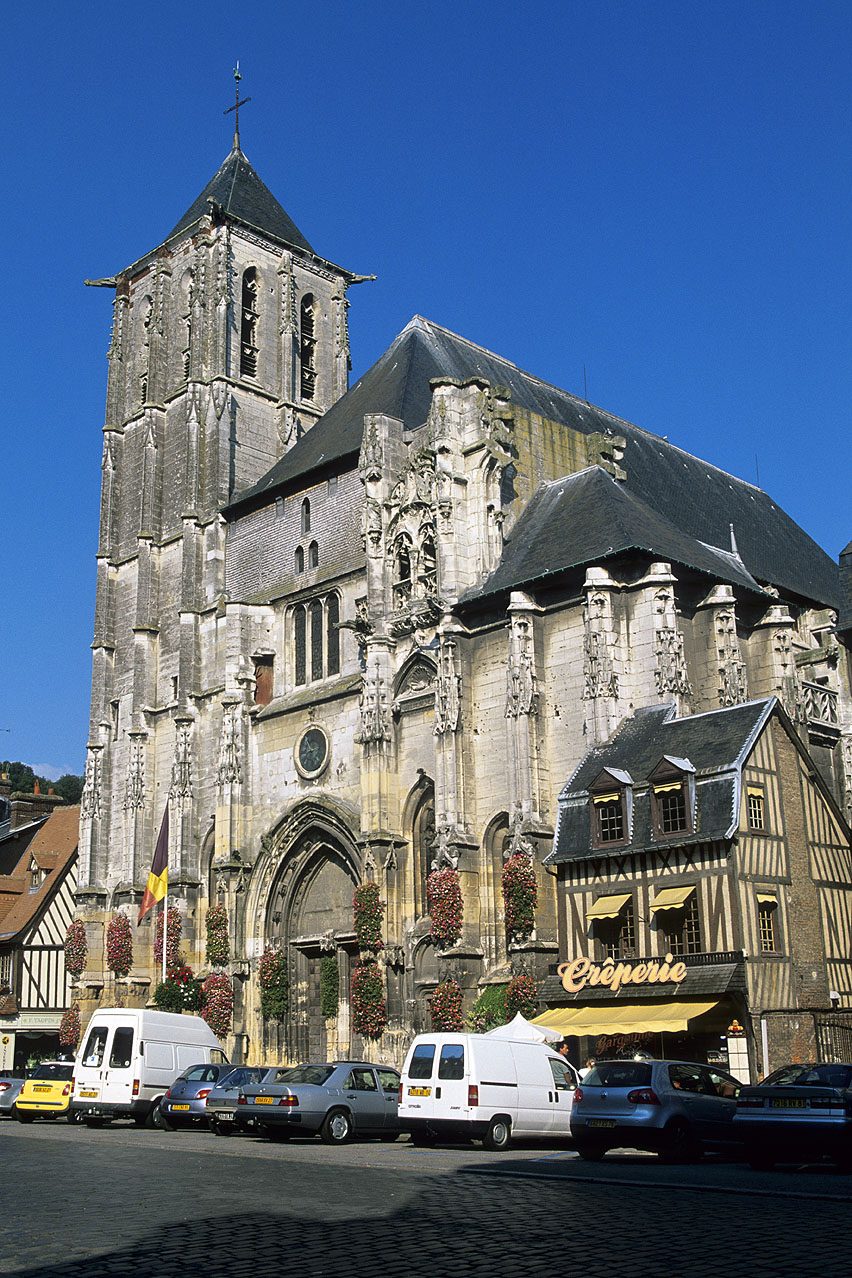
Église Saint-Ouen.

La commune de Pont-Audemer compte cinq édifices inscrits et classés au titre des monuments historiques :
- l'église Saint-Ouen des XIIe, XIIIe, XVe et XVIe siècles, classée[51], remarquable bien qu'inachevé et doté de vitraux de la Renaissance et modernes (par Max Ingrand) ;
- l'immeuble à logements de la cour Canel du Moyen Âge et du XVIe siècle, partiellement inscrit[52] ;
- deux maisons du XVIe siècle rue aux Fromages, inscrites[53],[54] ;
- une maison du XVIe siècle rue Sadi-Carnot, inscrite[55].

Autres lieux :
- le musée Alfred-Canel. Ses collections sont abritées dans l'hôtel particulier, don d'Alfred Canel. Il présente des collections variées : archéologie, arts décoratifs, beaux-arts, histoire, sciences de la nature, technique et industrie, ainsi qu'un fonds important de livres anciens ;
- le pavement bichrome (noir et blanc) de la place du Pot-d'Étain, dû à Élisabeth Ballet[56]. Il reprend un motif de dentelle et couvre une surface de 3 000 m2[57] ;
- quartier de la ville où sont implantés depuis 1945 des pavillons modulaires de modèle bungalow U.K.100 ;
- le théâtre l'Éclat, réalisé par Maurice Novarina en 1956 ;
- l'église Saint-Paul de Saint-Paul-sur-Risle[58], remontant pour partie au XIIe siècle, détruite en 2002[59] ;
- la tannerie René Costil[60]– Alain Costil successeur – (fermée en 2005[61]), ouvrage monumental en préfabriqués, de 1948, en béton armé dû à l'architecte Raoul Leroy et menée à bien par l'entreprise Edmond Coignet.
- l'Institution Saint-Ouen, groupe scolaire catholique, d'enseignement privé, de la maternelle au lycée.

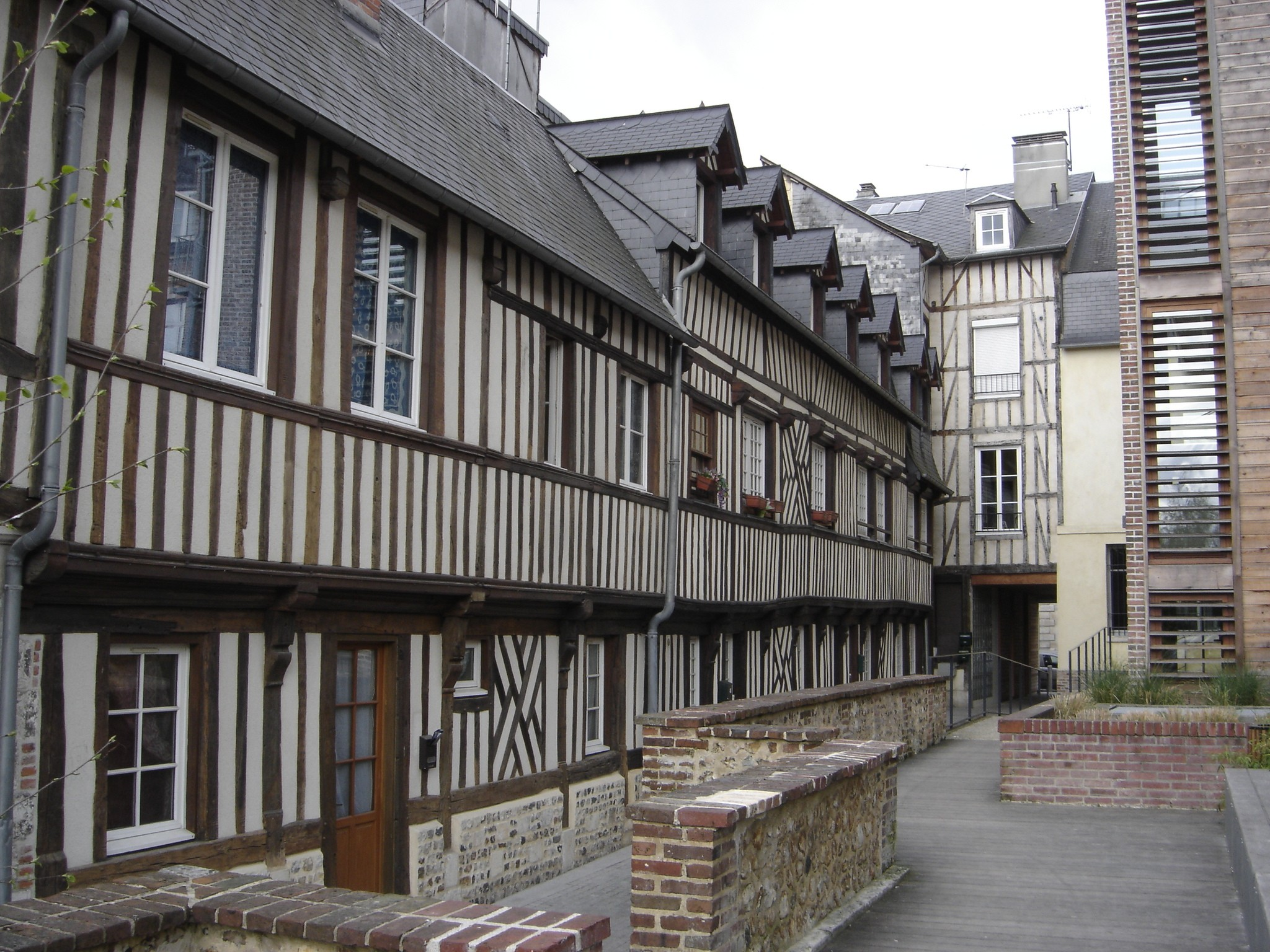
Impasse Canel.
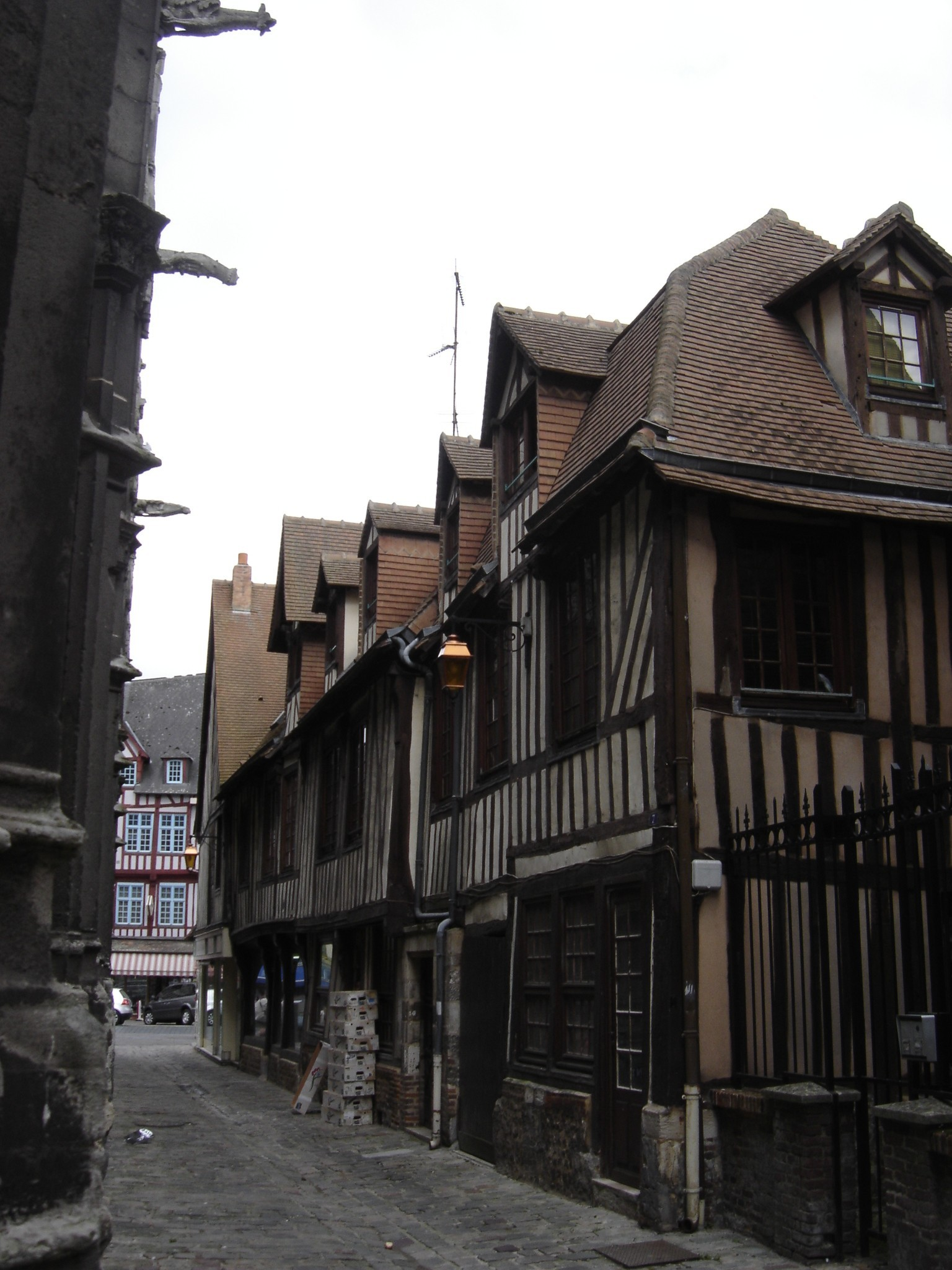
Impasse Saint-Ouen.
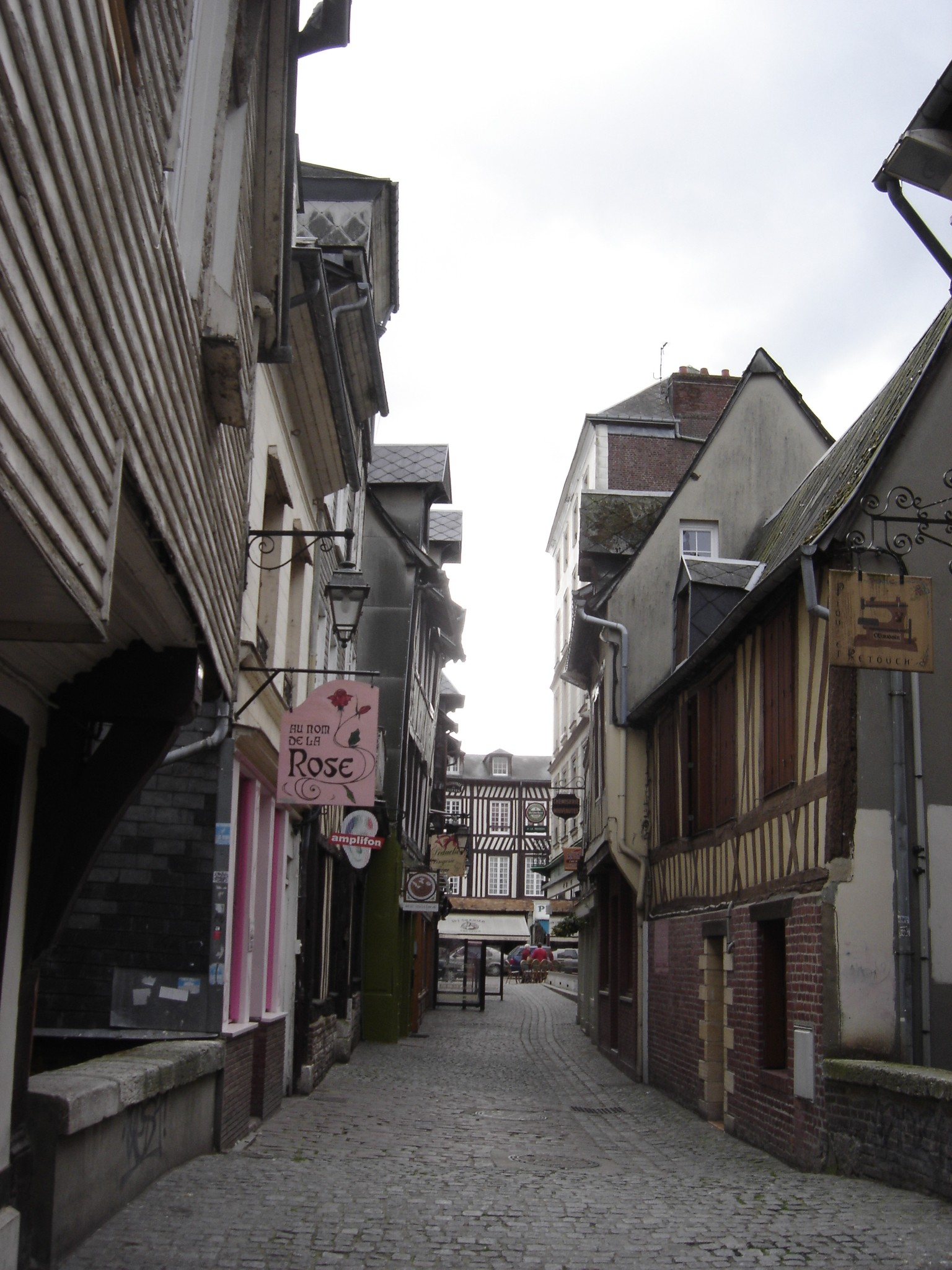
Rue Paul-Clémencin.
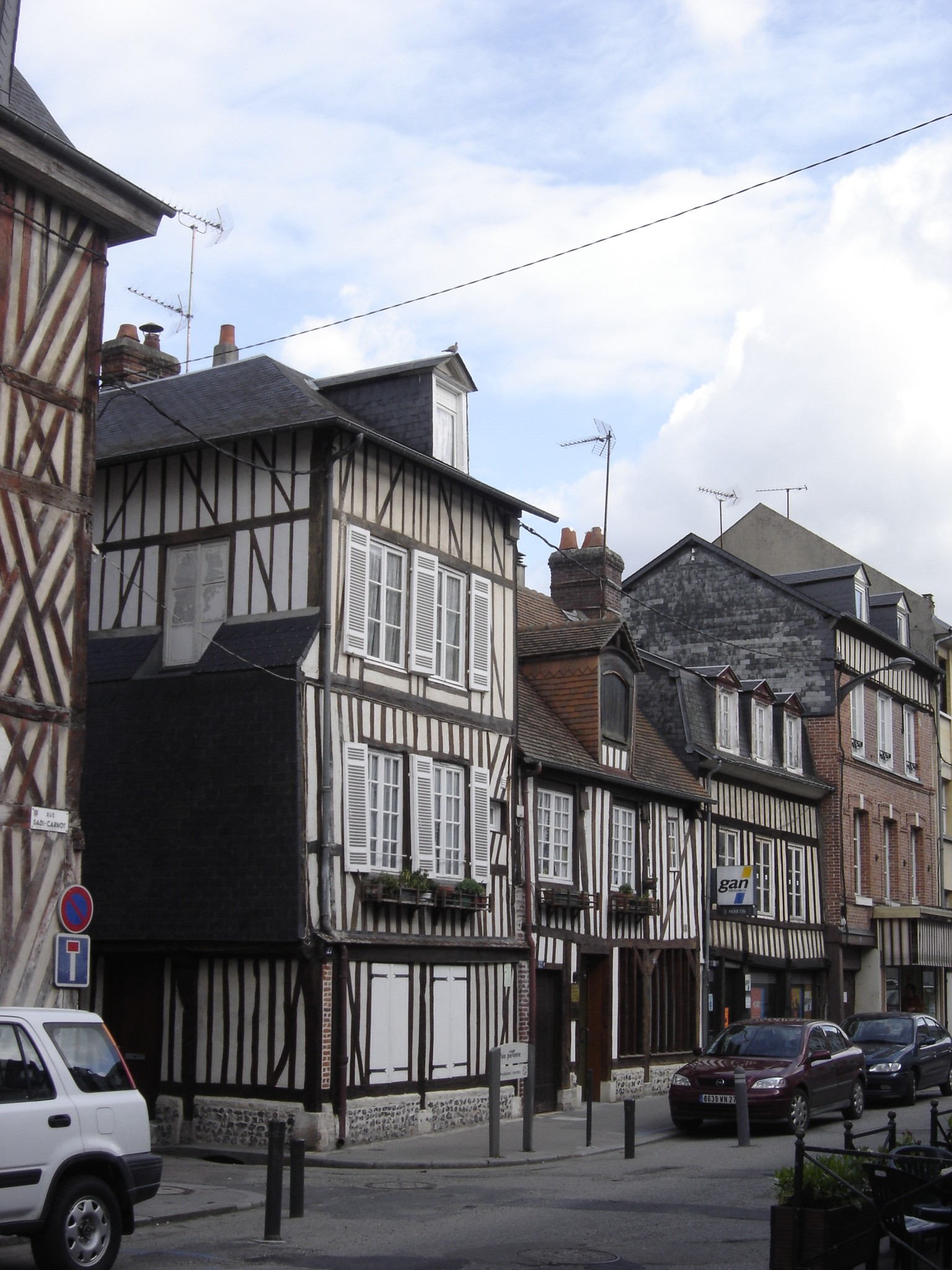
Rue Sadi-Carnot.
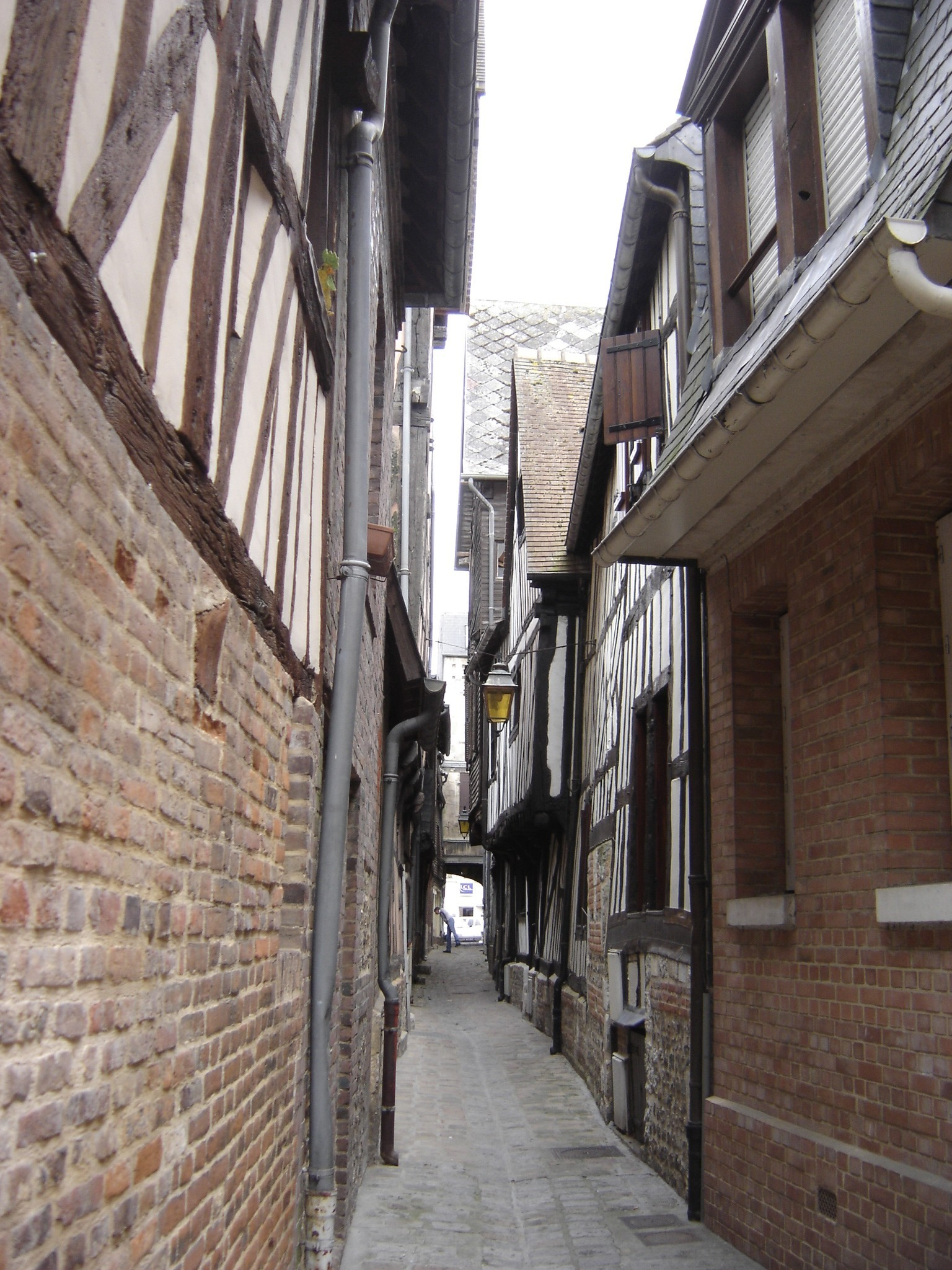
Rue de l'Épée.
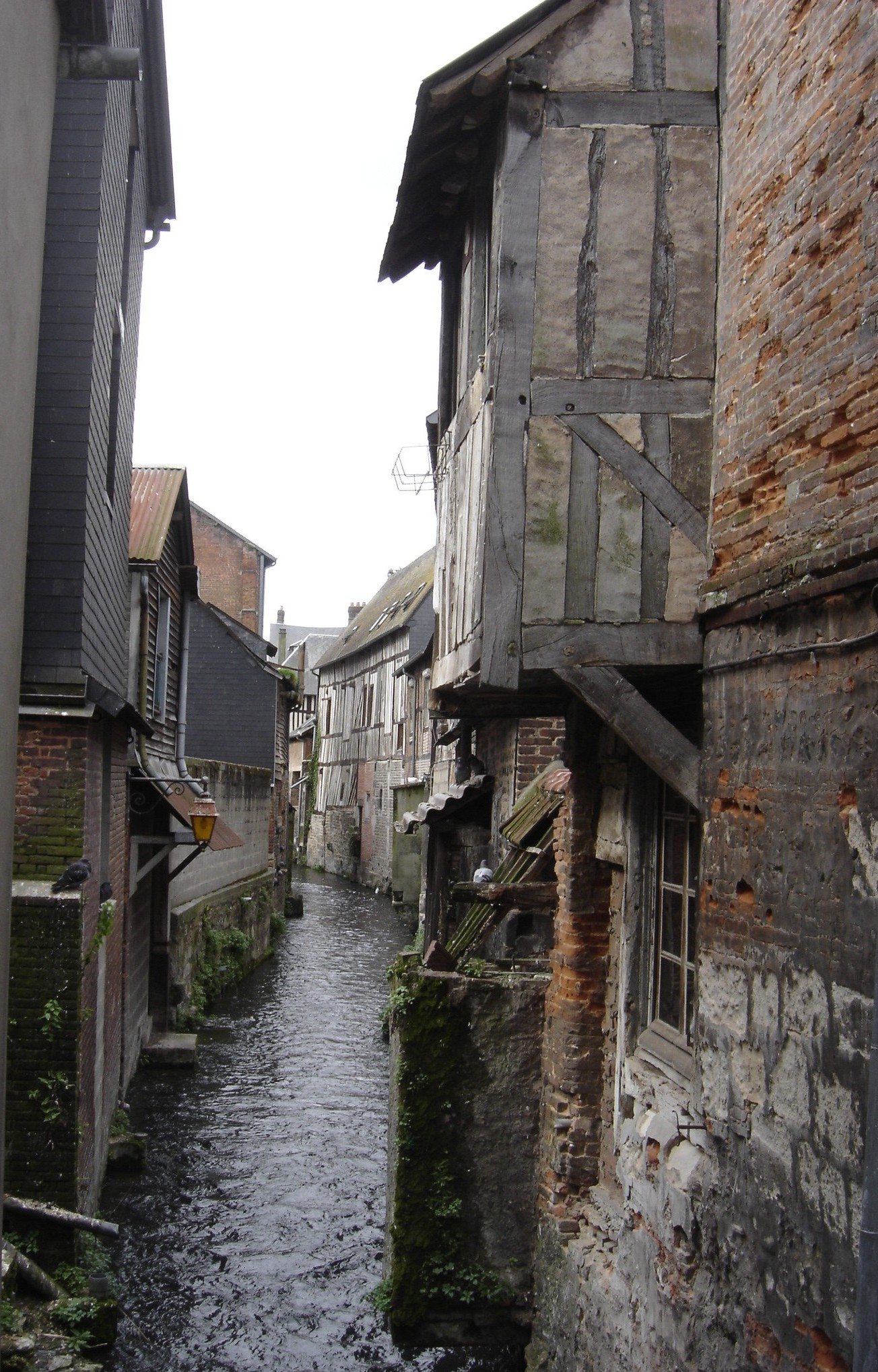
Ruisseau des Pâtissiers.
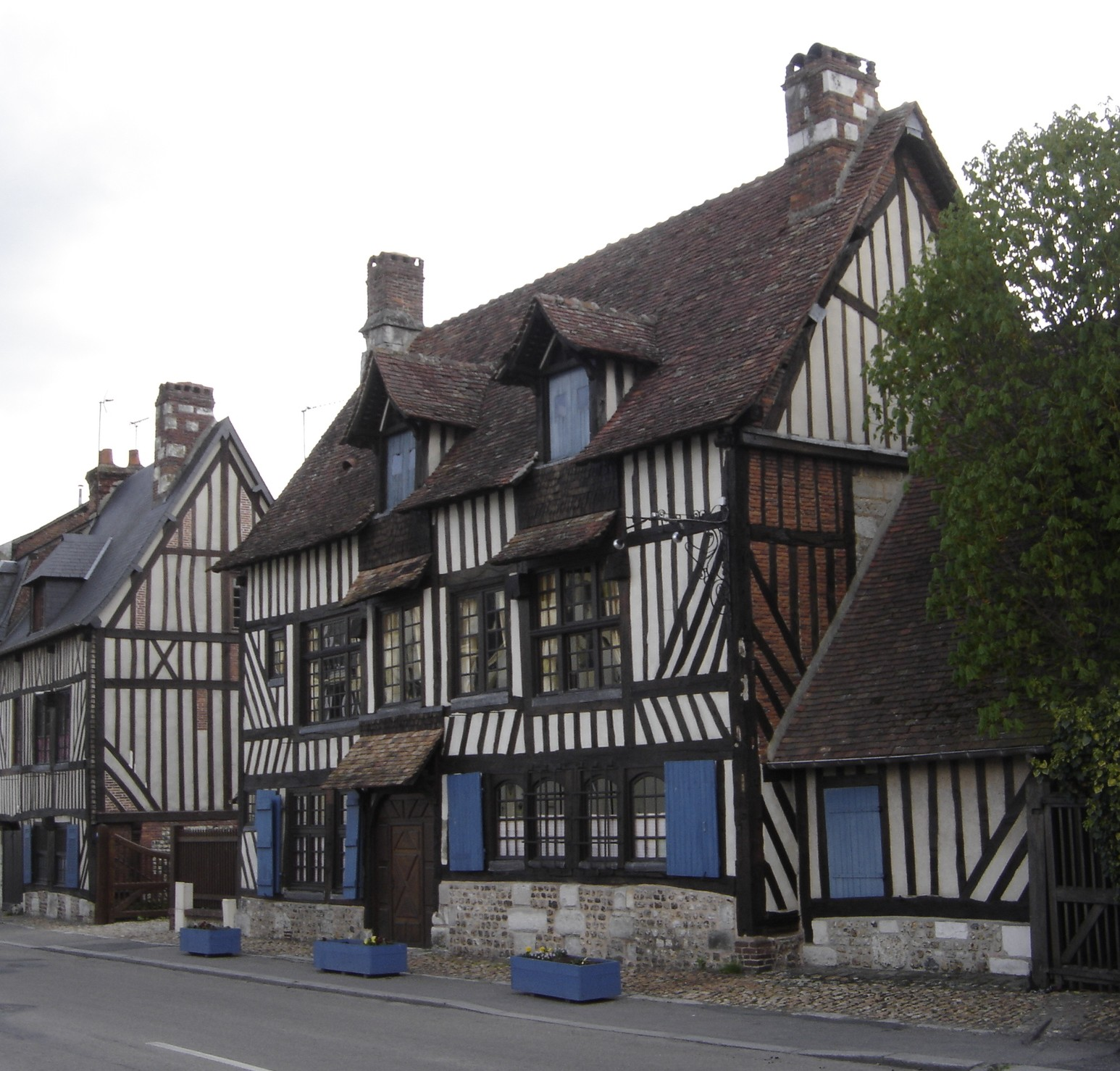
Maison du XVIIe siècle rue Notre-Dame-du-Pré (ancienne auberge du Vieux-Puits).
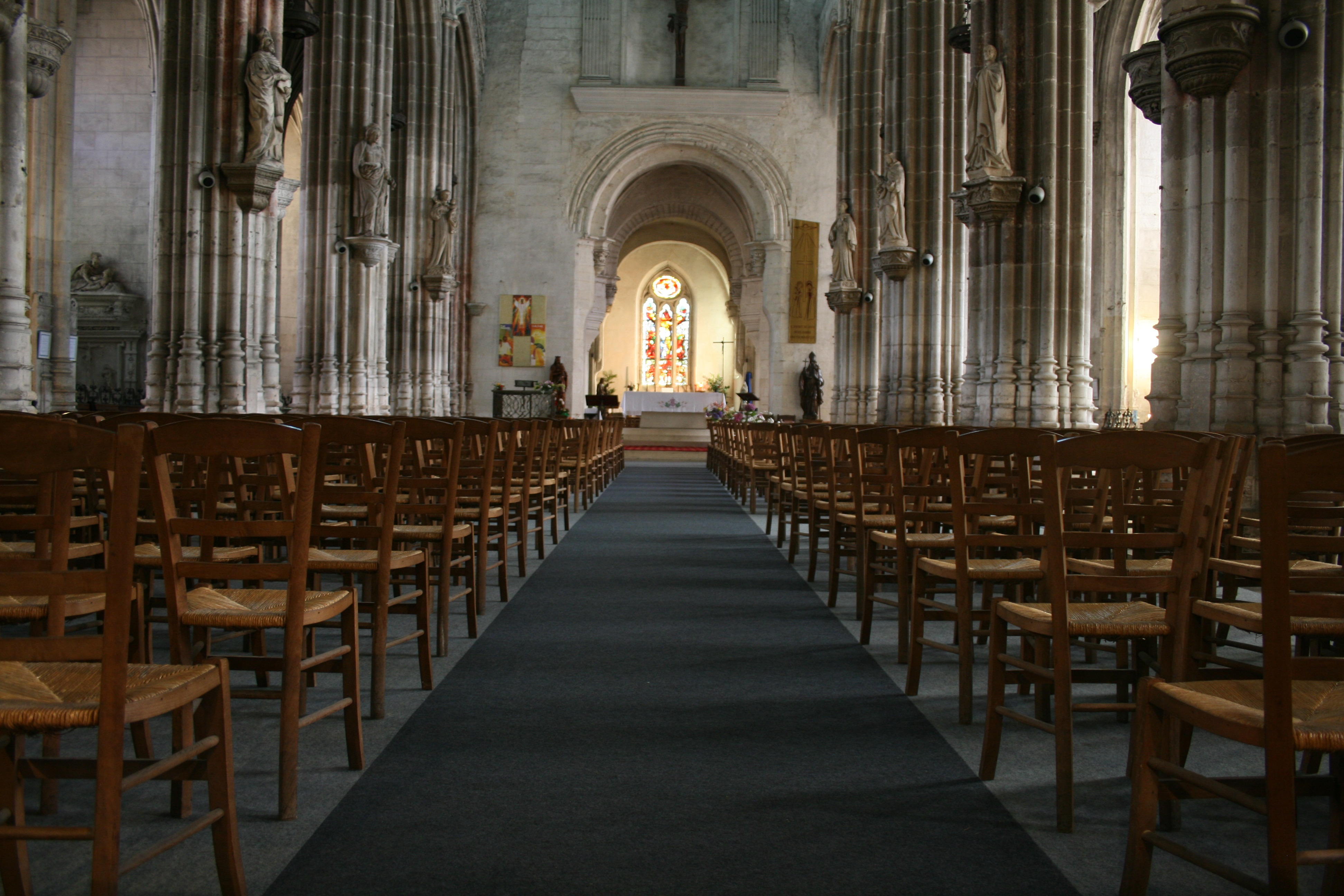
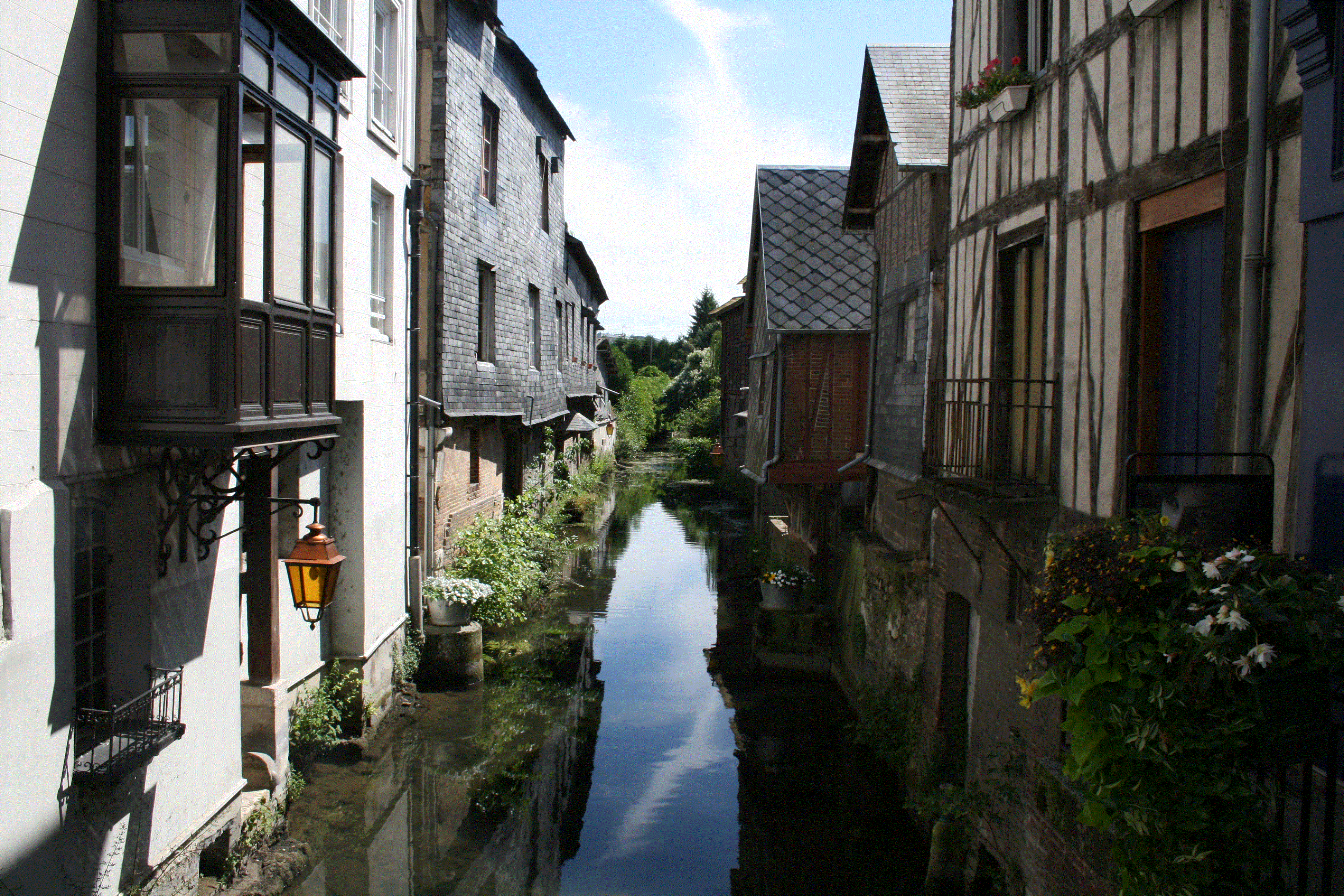
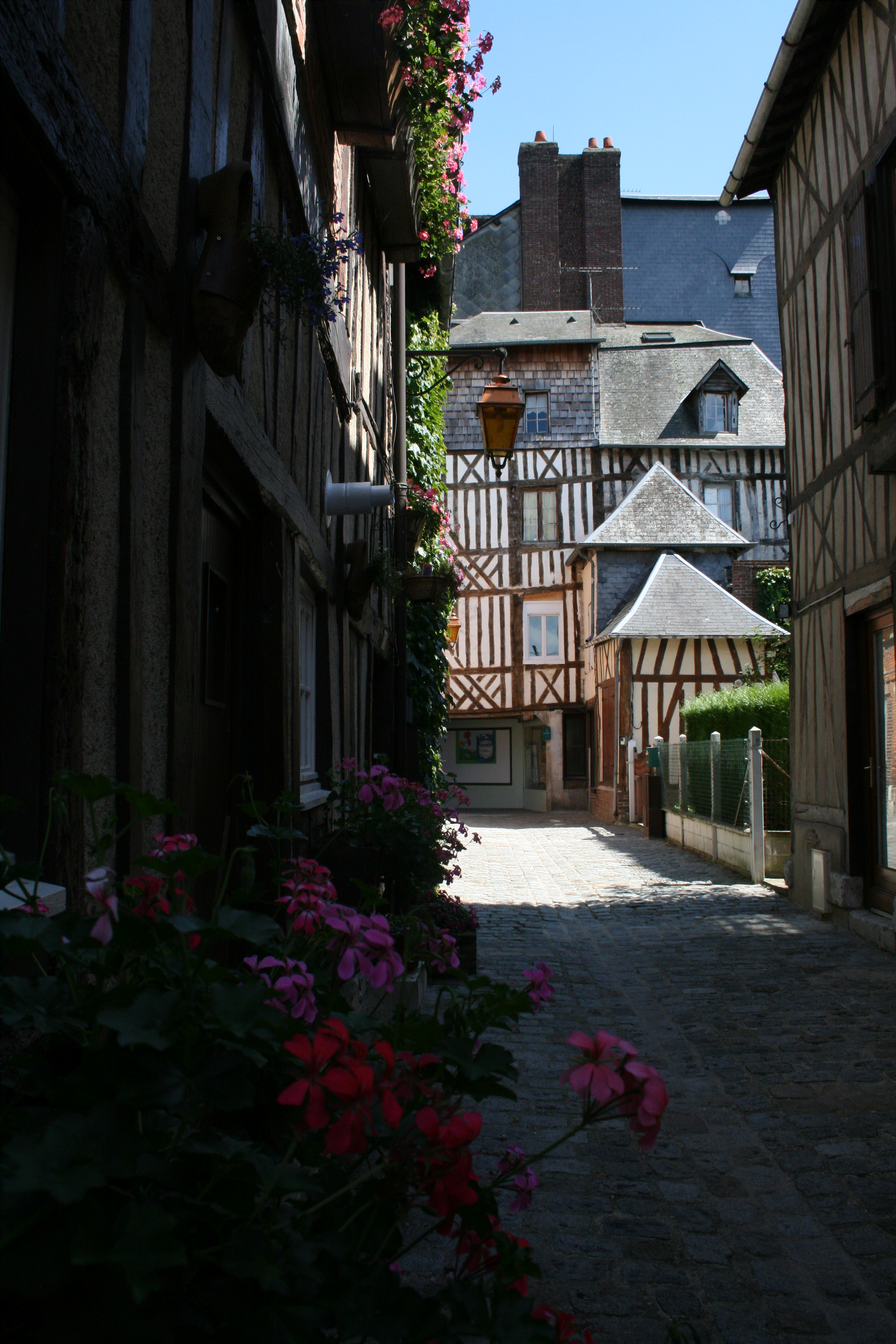
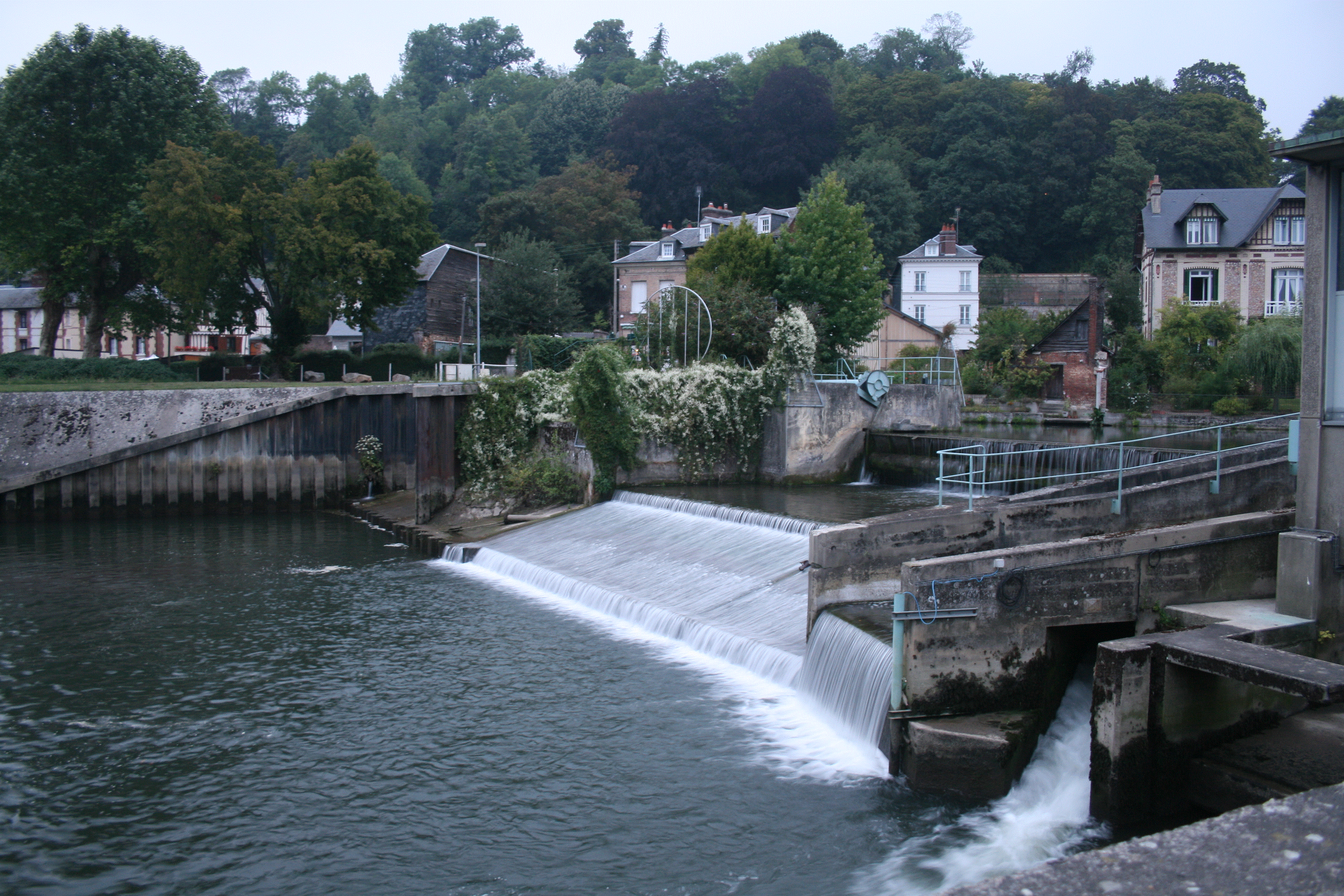
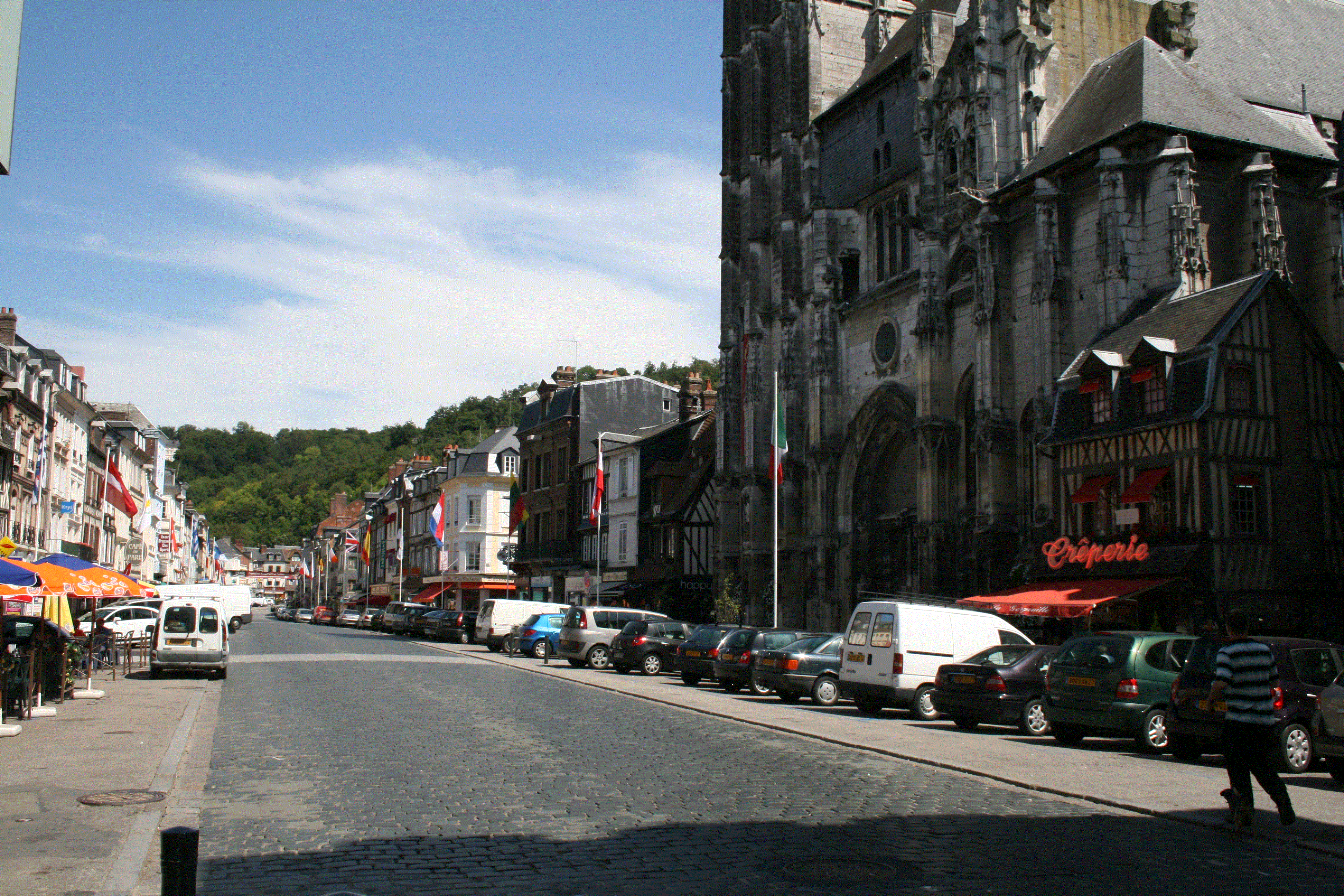

#### Sites classés
- Centre historique par l'arrêté d'inscription du 5 septembre 1977[réf. nécessaire].

### Patrimoine culturel

#### Tradition locale
Pont-Audemer est une des très rares villes de France où se perpétue depuis le Moyen Âge la sonnerie du couvre-feu, chaque jour peu après 22 h. Il s'agit d'une volée assez longue de la petite cloche de l'église Saint-Ouen qui, traditionnellement, annonçait la fin de la journée et la fermeture des commerces, des cabarets et des portes de la ville.

#### Patrimoine gastronomique

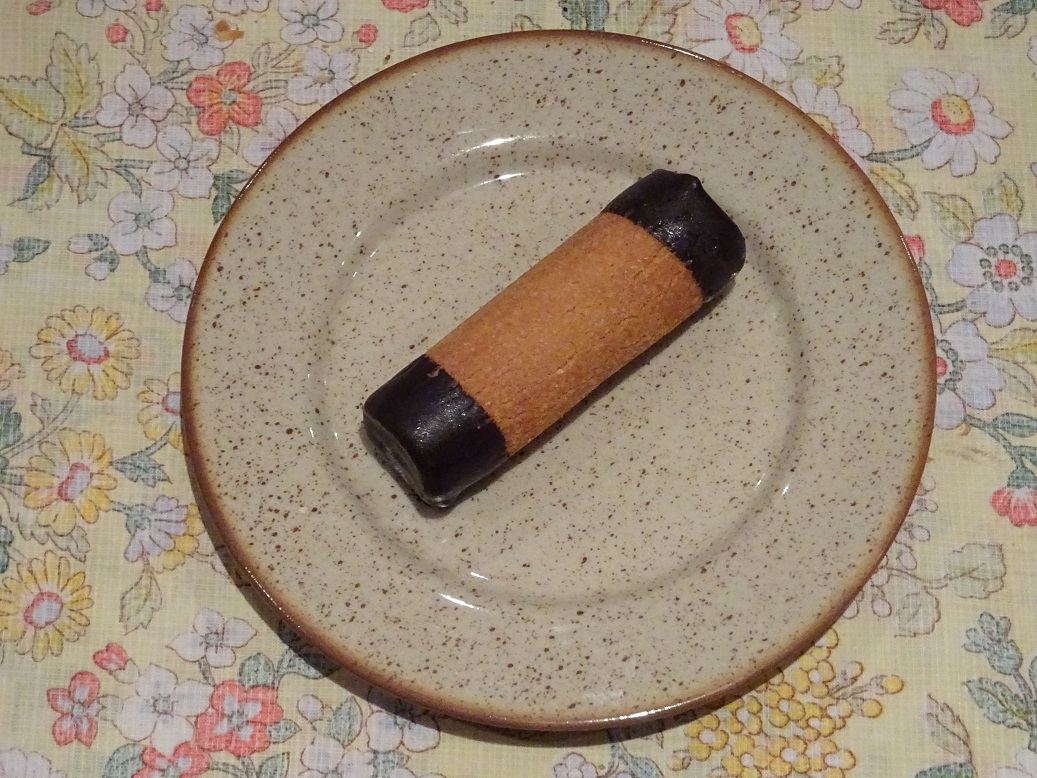
Le mirliton de Pont-Audemer.

Le mirliton de Pont-Audemer est une spécialité originaire de Pont-Audemer. Il s'agit d'une pâtisserie constituée d'une pâte à cigarette roulée, garnie d'une mousse pralinée et fermée aux deux extrémités par du chocolat noir. Le mirliton a été créé par Guillaume Tirel, dit Taillevent.
Par ailleurs, la commune de Pont-Audemer se trouve dans l'aire géographique des appellations d'origine contrôlées (AOC) suivantes : calvados, camembert de Normandie, pommeau de Normandie et pont-l'Évêque.
Enfin, les porcs et les volailles de Normandie, ainsi que le cidre de Normandie bénéficient d'une indication géographique protégée (IGP) s'ils sont produits sur le territoire de Pont-Audemer.

### Personnalités liées à la commune

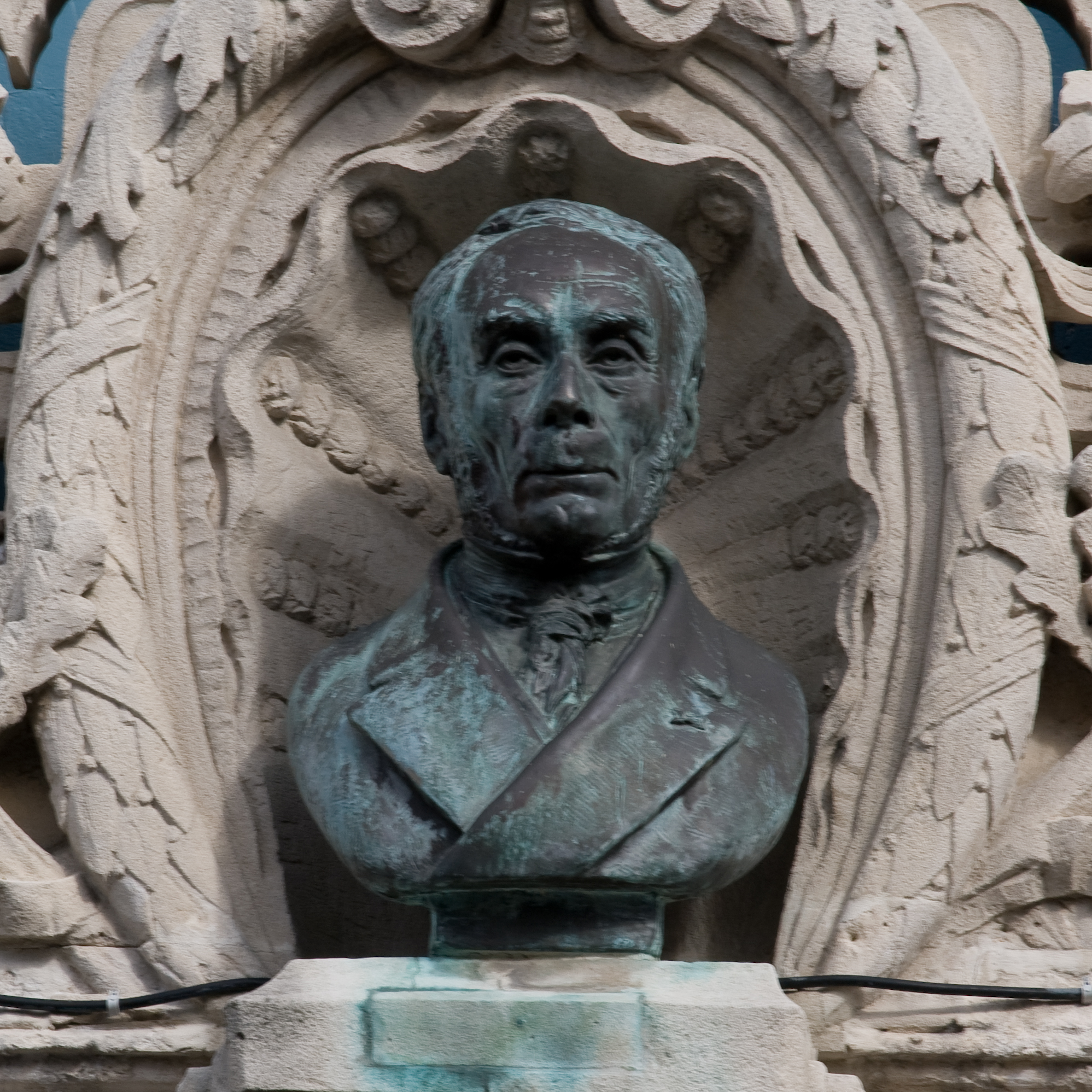
Buste d'Alfred Canel, à Pont-Audemer, rue de la République.

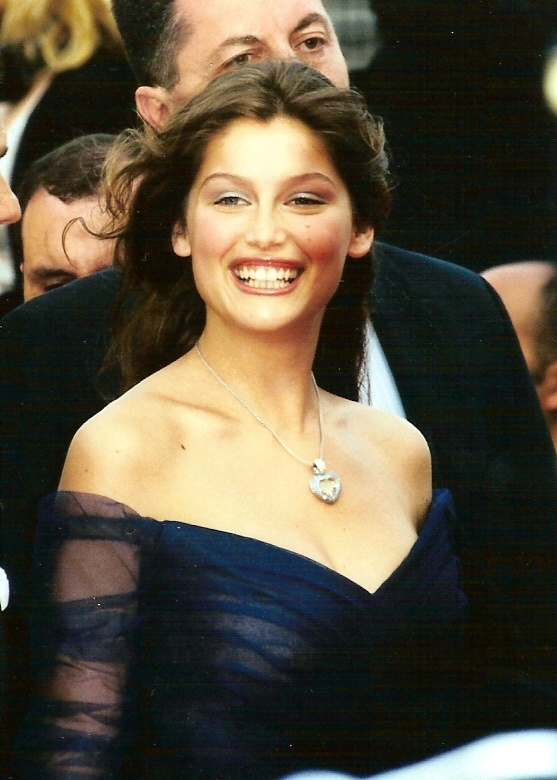
Lætitia Casta, née à Pont-Audemer en 1978.

#### Natifs
- Guillaume Tirel, dit Taillevent, né à Pont-Audemer en 1310, et mort en 1395 à Saint-Germain-en-Laye, est un cuisinier français, à qui est attribué le Viandier, le plus célèbre des livres de cuisine français du Moyen Âge
- Guillaume Costeley (v. 1530-1606), musicien de la Renaissance ;
- François Bissot (1613-1673), seigneur et commerçant en Nouvelle-France ;
- Jean-Baptiste Lebourg des Alleurs (16??-1716), prédicateur ;
- Charles Lebourg de Monmorel (1654-1719), prédicateur ;
- Hubert Drouais (1699-1767), artiste peintre ;
- Guillaume Cousin (1706-1783), sculpteur ;
- Charles Le Carpentier (1744-1822) écrivain et peintre ;
- Robert Guillaume Antoine Delabarre (1750-1810), révolutionnaire ;
- Jean-François Delacroix (1753-1794), révolutionnaire ;
- Jean Baptiste Charles Lucas (1758-1842), juge et député américain ;
- Louis-Jacques Savary (1755-1831), homme politique ;
- Alexandre-Joseph Legendre (1782-1861), avocat et homme politique ;
- Noël Lefebvre-Duruflé (1792-1877), ministre ;
- Delphine Philippe-Lemaître (1798-1863), historienne, archéologue, botaniste et poète ;
- Édouard d'Anglemont (1798-1876), dramaturge, librettiste et poète ;
- Alfred Canel (1803-1879), historien, archéologue et homme politique ;
- Auguste Bougourd, (1830-1917), peintre paysagiste et graveur ;
- Charles-Émile Hermès (1831-1916), dirigeant d'entreprise ;
- André Georges Corap (1878-1953), général ;
- Jean Giroud (1910-1997), organiste et compositeur ;
- Anne-Marie Staub (1914-2012), biochimiste ;
- Marcel Lainé (1921-1997), médecin et naturaliste ;
- Pierre Langlois (1925-1972), boxeur ;
- Jude Stéfan (1930-), poète ;
- Odile Pierre (1932-2020), organiste ;
- Francis Ducreux (1945-), coureur cycliste ;
- Florence Cestac (1949-), bédéiste ;
- Hervé Morin (1961-), député et ministre ;
- Christophe Saintagne, (1977-), chef au Plaza Athénée depuis 2011 ;
- Laetitia Casta (1978-), mannequin et actrice ;
- Alexis Vastine (1986-2015), boxeur.

#### Autres
- Pierre Féret (1830-1911), théologien et historien du catholicisme, ancien directeur du petit séminaire ;
- Gaston Lenôtre (1920-2009), pâtissier, a fait ses débuts avec son épouse Colette dans la commune ;
- Paul Clémencin, résistant ;
- Jean-Louis Destans (1951-), ancien élu de la circonscription ;
- Bruno Putzulu (1967-), comédien, ancien pensionnaire de la Comédie française ;
- Louis Gillain, avoué, membre des FFI, exécuté à Angerville-la-Campagne le 13 août 1944 ; place publique de la ville dédiée à sa mémoire ;
- Thierry Hermès, fondateur des cuirs Hermès, a vécu rue de la Brasserie, à Pont-Audemer dans les années 1830 et 1870.

### Héraldique
| Armes de Pont-Audemer (Eure) | Les armes de Pont-Audemer, se blasonnent ainsi : « De gueules, au pont de trois arches d'argent, sur une rivière du même mouvant de la pointe ; au chef cousu d'azur, chargé de trois fleurs de lis d'or. » |